# 妙正寺 (市川市)
妙正寺（みょうしょうじ）は、千葉県市川市北方町にある日蓮宗の寺院。

## 概要
山号を龍経山、寺号を妙正寺とし、古くより桜之霊場とも呼ばれている。昭和16年（1941年）に行われた日蓮宗再編で本末制度が解体されるまでは法華経寺の末寺であった。

## 歴史
文應元年（1260年）に開創。 松葉ヶ谷法難の後、富木常忍、大田乗明らに迎えられた日蓮は下総若宮で百日百座の説法を行った。主に関東で見られる妙正大明神信仰はこの説法にまつわる七経塚伝説を発端としており、妙正寺の創建も同伝説に因る。